# Montañita
Montañita est une station balnéaire équatorienne située dans la province de Santa Elena, sur l'Océan Pacifique.